# Feeder (wędkarstwo)
Feeder – metoda stosowana w wędkarstwie. Polega na zastosowaniu koszyczka zanętowego i drgającej szczytówki. Zamiast drgającej szczytówki można zastosować specjalne bombki, które zawiesza się na żyłkę pomiędzy przelotkami wędziska. Po pociągnięciu przynęty przez rybę bombka unosi się lub opada. Można też stosować elektroniczny sygnalizator brań. Żyłkę wkłada się w specjalne miejsce, podczas brania sygnalizator wydaje dźwięk oraz świeci, niektóre posiadają kilkadziesiąt różnych tonów, a inne pamięć ostatniego brania. Sygnalizatorów tych używa się jednak zasadniczo przy połowie większych ryb karpiowatych, np. karpi. Dobrym sposobem na zapobiegnięciu splątywania się zestawu jest zastosowanie tzw. rurki antysplątaniowej. Wędkowanie feederowe wymaga odpowiedniego przygotowania i sprzętu.
Do tej metody wędkowanie wykorzystywane są specjalistyczne wędziska o długości 2,7–3,9 m, w zależności od upodobań wędkującego.
Do połowów w wodach stojących wykorzystuje się wędziska o długości 3,6–3,9m i o ciężarze do 80 g. Istotnym jest zaopatrzenie się w wymienne szczytówki o różnej twardości i ciężarze obciążenia, w zależności od występujących ryb.

## Wędzisko feederowe a pickerowe
Picker to wędka do połowów w wodach stojących przy użyciu lekkich sprężyn (szczególnie polecana na wody stojące) lub koszyków bez dociążenia. Zwykle górna granica c.w. pickerów to ok. 40 g, a długość do 3 m.
Feeder to wędka stosowana głównie na rzeki. Ciężar wyrzutu feedera zaczyna się od około 50 g, a dochodzi nawet do 200 g. Feedera można też użyć na wodzie stojącej w przypadku, gdy zależy nam na dużym dystansie rzutu. Długość tych wędek sięga do 4,2 m, rzadko więcej.